# Irina Kusakina
Irina Kusakina ros. Ирина Кусакина (ur. 5 czerwca 1965 w Leningradzie) – radziecka saneczkarka, medalistka mistrzostw świata seniorów i juniorów.
Pierwszy sukces odniosła na mistrzostwach świata juniorów zdobywając w 1984 złoty medal w jedynkach. Na igrzyskach startowała jeden raz, w 1988, zajmując 10. miejsce. Na mistrzostwach świata wywalczyła jeden medal. W 1989 odniosła największy sukces w karierze zdobywając brązowy medal w drużynie.

## Osiągnięcia

### Saneczkarstwo na igrzyskach olimpijskich
| Rok  | Miejsce | Jedynki |
| ---- | ------- | ------- |
| 1988 | Calgary | 10.     |